# Lijst van Tweede Kamerleden voor de CHU
Een overzicht van alle voormalige Tweede Kamerleden voor de Christelijk-Historische Unie (CHU).
| Tweede Kamerlid                       | Begindatum        | Einddatum         |
| ------------------------------------- | ----------------- | ----------------- |
| Jan Ankerman                          | 21 september 1909 | 16 september 1918 |
| Jan Ankerman                          | 22 september 1921 | 24 juli 1922      |
| Jouke Bakker                          | 30 oktober 1918   | 8 mei 1933        |
| Jouke Bakker                          | 12 mei 1933       | 11 juli 1945      |
| Henk Beernink                         | 4 juni 1946       | 4 april 1967      |
| Pieter Bode                           | 11 december 1963  | 31 oktober 1968   |
| Carel Dubbeldam                       | 25 juli 1922      | 7 juni 1937       |
| Arie de Boo                           | 12 november 1968  | 9 mei 1971        |
| Arie de Boo                           | 3 augustus 1971   | 6 december 1972   |
| Corstiaan Bos                         | 5 juni 1963       | 6 december 1972   |
| Frederik van Bylandt                  | 21 september 1909 | 26 januari 1916   |
| Michael Calmeyer                      | 6 november 1956   | 18 juni 1959      |
| Alexander van Dedem                   | 21 september 1909 | 15 september 1913 |
| Isaäc Diepenhorst                     | 6 november 1956   | 27 november 1963  |
| Isaäc Diepenhorst                     | 23 februari 1971  | 9 mei 1971        |
| Willem van der Feltz                  | 4 juni 1946       | 14 juli 1952      |
| Willem van der Feltz                  | 14 oktober 1952   | 2 juli 1956       |
| Dirk Jan de Geer                      | 21 september 1909 | 30 augustus 1921  |
| Dirk Jan de Geer                      | 25 juli 1922      | 18 september 1922 |
| Dirk Jan de Geer                      | 9 mei 1933        | 9 augustus 1939   |
| Wil van Gelder                        | 25 oktober 1960   | 21 februari 1967  |
| Harmen Gerbrandij                     | 4 oktober 1962    | 4 juni 1963       |
| Bartholomeus Gerretson                | 16 september 1913 | 16 september 1918 |
| Bartholomeus Gerretson                | 2 maart 1921      | 18 mei 1925       |
| Bert Haars                            | 18 april 1967     | 19 juni 1972      |
| Coos Huijsen                          | 20 juni 1972      | 6 december 1972   |
| Johan van Idsinga                     | 21 september 1909 | 16 september 1918 |
| Frida Mackay-Katz                     | 25 juli 1922      | 15 september 1941 |
| Hendrik Kikkert                       | 4 juni 1946       | 6 december 1972   |
| Jan Machiel Krijger                   | 25 juli 1922      | 8 mei 1933        |
| Jan Machiel Krijger                   | 12 mei 1933       | 3 juni 1946       |
| Tjeerd Krol                           | 24 oktober 1935   | 19 maart 1959     |
| Roelof Kruisinga                      | 11 mei 1971       | 27 juli 1971      |
| Roelof Kruisinga                      | 20 december 1972  | 7 juni 1977       |
| Johan Langman                         | 15 september 1925 | 16 september 1929 |
| Johan Langman                         | 21 juni 1932      | 8 mei 1933        |
| Gerard van Leijenhorst                | 3 augustus 1971   | 7 juni 1977       |
| Frank van Lennep                      | 21 september 1909 | 15 september 1913 |
| Hermanus Johannes Lovink              | 7 november 1922   | 7 juni 1937       |
| Cor van Mastrigt                      | 6 november 1956   | 15 september 1960 |
| Durk van der Mei                      | 6 november 1956   | 9 mei 1971        |
| Durk van der Mei                      | 3 augustus 1971   | 7 juni 1977       |
| Jur Mellema                           | 15 juli 1959      | 31 maart 1972     |
| Cor van der Peijl                     | 6 november 1956   | 9 mei 1971        |
| Jo de Ruiter                          | 20 november 1945  | 2 juli 1956       |
| Jo de Ruiter                          | 23 oktober 1956   | 4 juni 1963       |
| Nellien de Ruiter                     | 11 april 1972     | 6 december 1972   |
| Jan Rutgers van Rozenburg             | 12 oktober 1922   | 30 april 1926     |
| Jan Rutgers van Rozenburg             | 17 september 1929 | 8 mei 1933        |
| Jan Rutgers van Rozenburg             | 27 juni 1933      | 7 juni 1937       |
| Jan Rutgers van Rozenburg             | 21 september 1937 | 3 juni 1946       |
| Alexander Frederik de Savornin Lohman | 21 september 1909 | 7 februari 1921   |
| Gerrit Johan Anne Schimmelpenninck    | 21 september 1909 | 16 september 1918 |
| Jan Schmal                            | 20 november 1945  | 4 juni 1963       |
| Jan Schokking                         | 17 september 1918 | 7 augustus 1925   |
| Jan Schokking                         | 18 mei 1926       | 1 maart 1932      |
| Willem Scholten                       | 5 juni 1963       | 13 juli 1971      |
| Willem Scholten                       | 19 december 1972  | 29 februari 1976  |
| Hein Schuring                         | 5 juni 1963       | 14 februari 1971  |
| Jan Rudolph Slotemaker de Bruïne      | 17 september 1929 | 11 juni 1933      |
| Jan Rudolph Slotemaker de Bruïne      | 8 juni 1937       | 24 juni 1937      |
| Jan Rudolph Slotemaker de Bruïne      | 4 september 1939  | 30 april 1941     |
| Reinhardt Snoeck Henkemans            | 21 september 1909 | 15 september 1913 |
| Reinhardt Snoeck Henkemans            | 14 maart 1916     | 2 oktober 1935    |
| Kees Staf                             | 15 juli 1952      | 1 september 1952  |
| Kees Staf                             | 3 juli 1956       | 2 oktober 1956    |
| Arnold Tilanus                        | 5 juni 1963       | 7 juni 1977       |
| Hendrik Tilanus                       | 25 juli 1922      | 4 juni 1963       |
| Teun Tolman                           | 5 juni 1963       | 7 juni 1977       |
| Berend-Jan Udink                      | 11 mei 1971       | 5 juli 1971       |
| Rienk van Veen                        | 21 september 1909 | 24 juli 1922      |
| Chris van Veen                        | 11 mei 1971       | 5 juli 1971       |
| Johannes Theodoor de Visser           | 21 september 1909 | 15 september 1913 |
| Johannes Theodoor de Visser           | 24 juni 1914      | 16 september 1918 |
| Johannes Theodoor de Visser           | 25 juli 1922      | 16 september 1922 |
| Johannes Theodoor de Visser           | 15 september 1925 | 16 september 1929 |
| Otto van Wassenaer van Catwijck       | 21 september 1909 | 16 mei 1914       |
| Jan Weitkamp                          | 17 september 1918 | 3 juni 1946       |
| Frits van de Wetering                 | 27 juli 1948      | 11 september 1962 |
| Herman Wisselink                      | 3 augustus 1971   | 7 juni 1977       |
| Christine Wttewaall van Stoetwegen    | 20 november 1945  | 9 mei 1971        |